# Bettruhe
Bettruhe ist ein Fachbegriff aus der Krankenpflege und Medizin. Man bezeichnet damit die Einhaltung einer liegenden Position im Bett auch außerhalb der Schlafenszeit. Gegenüber dem Schlaf dauert die Bettruhe den ganzen Tag oder mehrere Tage an.
Die früher übliche Gleichsetzung von strenger Bettruhe mit Schonung und Entlastung wird heute kritisch hinterfragt, denn lange Bettruhe ohne klaren Grund, sorgfältige Überwachung und Pflege kann sogar lebensgefährlich werden.
Man unterscheidet zwischen:
Strenger BettruheAufstehen gar nicht erlaubt, Toilette auf die Bettschüssel, Waschen im Bett
Eingeschränkter BettruheAufstehen unter Aufsicht und mit begrenzter Dauer.

## Indikationen
Auch heute noch ist die Bettruhe für einen möglichst kurzen Zeitraum medizinisch manchmal sinnvoll oder sogar zwingend notwendig. Der schwerkranke Patient wird die Bettruhe oft freiwillig einhalten, da er gar nicht mehr anders kann. Hier stellt die Bettlägerigkeit das vorherrschende Problem dar.
Einige medizinische Gründe zur Bettruhe sind:
- im Frühstadium des Herzinfarkts,
- in Schockzuständen
- bei Beatmung
- bei hohem Fieber
- bei Lungenembolie
- bei schwerer Herzinsuffizienz
- bei ausgedehnter Thrombose mit drohender Lungenembolie
- bei ausgeprägter Sturzgefahr
- bei unversorgter Schenkelhalsfraktur
- bei unversorgten Frakturen der unteren Extremitäten
- während der Dialyse

## Probleme der Bettruhe
Die Bettruhe bringt einige spezielle Probleme mit sich. Sehr unangenehm wird von den meisten Betroffenen die Toilette auf der Bettschüssel empfunden. Hier spielen eher psychische Gründe für die Ablehnung eine Rolle. Gravierender sind die echten negativen medizinischen Folgen der Bettruhe, vor allem, wenn diese mehrere Tage eingehalten werden muss. Hauptprobleme der Bettruhe sind die Thrombosegefahr und die Kreislaufschwäche bei Beendigung der Bettruhe. Weitere negative Erscheinungen sind:
- Sturzgefahr bei Mobilisation
- Muskelatrophie und Knochenabbau
- Blähungen
- Dekubitus (Wundliegen)
- Gefahr der Lungenentzündung durch Minderbelüftung der Lunge

## Ausgleich
Man kann die Probleme der Bettruhe meist erheblich vermindern, wenn man spezielle Gegenmaßnahmen trifft. Bei nicht allzu schwer Erkrankten sind hydrotherapeutische Maßnahmen, Massagen und Abbürstungen als Ausgleichsverordnung zu empfehlen. Ein Bettfahrrad kann hilfreich sein. Auch bei strenger Indikation sollte die Bettruhe nach Möglichkeit aufgelockert werden, z. B. durch verstellbare Betten, zeitweiliges Sitzen im Sessel, Toilettengang auf den Nachtstuhl unter helfender Begleitung.

## Kontraindikationen
Auch bei manchen schweren Erkrankungen, bei denen früher lange Bettruhe ein Standard der Behandlung war, ist man heute der Meinung, dass die Bettruhe mehr Probleme als Nutzen bringt. So wird man auch einen Patienten mit Lungenentzündung oder hohem Fieber aufstehen lassen, wenn er dies will. Wenn er kreislaufschwach ist, wird man ihm Unterstützung bieten. Auch bei anderen Krankheiten, die im Folgenden aufgelistet sind, ist der Nutzen strenger Bettruhe nicht gegeben oder nicht nachgewiesen:
- längere Bettruhe bei Myokarditis
- längere Bettruhe bei Herzinfarkt
- strenge Bettruhe bei tiefer Thrombose